# ۲۲ گلوله
۲۲ گلوله (فرانسوی: L'Immortel‎) یک فیلم فرانسوی در ژانر اکشن و جنایی به کارگردانی ریشار بری است که در سال ۲۰۱۰ منتشر شد. فیلم بخشی از زندگی جکی ایمبرت را بازگو می‌کند و بر اساس رمان L'Immortel اثر فرانس-الیویه ژیزبر ساخته شده‌است. پروسه فیلمبرداری در سه بخش از ۲۳ فوریه ۲۰۰۹ در مارسی آغاز شد، در اوینیون از اوایل آوریل ۲۰۰۹ ادامه یافت و نیز حدود ۸ هفته هم در پاریس در جریان بود.

## داستان
چارلی ماتی یک گنگستر باتجربه است که سه سالی است که به زندگی سالم بازگشته و تمام تلاش و وقت خود را وقف خانواده و دو فرزندش می‌کند. او که به هنر و به ویژه اپرا علاقه‌مند شده‌است است صبح یک روز که همراه پسر خردسالش به مرکز شهر می‌رود، در پارکینگ یک مرکز خرید، مورد کمین یک گروه از دشمنانش قرار می‌گیرد و ۲۲ گلوله به بدن او شلیک می‌شود. صورت، قلب، مغز و اعضای حیاتی وی مورد اصابت گلوله قرار می‌گیرند اما چارلی زنده می‌ماند…

## بازیگران
- ژان رنو
- کاد مراد
- ژان پیر داروسین
- مارینا فوا
- ریشار بری
- کاترین سمی
- کلود ژانساک
- گیوم گوئی
- ونانتینو ونانتینی